# Selo pri Moravčah
Selo pri Moravčah este o localitate din comuna Moravče, Slovenia, cu o populație de 62 de locuitori.